# 泰国大风子
泰国大风子（学名：Hydnocarpus anthelminthicus）为大风子科大风子属下的一个种。

## 扩展阅读
維基物種上的相關：泰国大风子